# Hiltermannia
Hiltermannia es un género de foraminífero bentónico considerado un sinónimo posterior de Epistomina de la subfamilia Epistomininae, de la familia Epistominidae, de la superfamilia Ceratobuliminoidea, del suborden Robertinina y del orden Robertinida. Su especie tipo era Epistomina chapmani. Su rango cronoestratigráfico abarcaba desde el Aptiense hasta el Albiense (Cretácico inferior).

## Clasificación
Hiltermannia incluía a las siguientes especies:
- Hiltermannia chapmani †
- Hiltermannia cretosa †
- Hiltermannia kochi †